# Kỷ niệm một trăm năm Hướng đạo năm 2007

Phù hiệu dành cho Lễ kỷ niệm một trăm năm Hướng đạo - đã được các Hướng đạo sinh khắp thế giới mang

Lễ một trăm năm Hướng đạo năm 2007 (Scouting 2007 Centenary) gồm có một số buổi lễ khắp thế giới trong đó các Hướng đạo sinh đã chào mừng một trăm năm Phong trào Hướng đạo. Một vài buổi lễ tề tựu về Vương quốc Anh như trại được tổ chức trên Đảo Brownsea nơi khai sinh ra Hướng đạo và Trại Họp bạn Hướng đạo Thế giới lần thứ 21.
Nhiều phong trào Hướng đạo quốc gia cũng có các buổi lễ phụ trong các buổi lễ quốc tế. Buổi lễ chính đầu tiên mừng một trăm năm là Trại Họp bạn Hướng đạo Úc đã được tổ chức từ ngày 1 đến ngày 13 tháng 1 năm 2007 tại Elmore, Victoria, Úc. Tem Bưu điện châu Âu được phát hành mỗi tháng cho hết năm 2007 để chào mừng lễ kỷ niệm này.

## Từ lúc mới bắt đầu
Các buổi lễ kỷ niệm một trăm năm đã bắt đầu vào ngày 1 tháng 1 năm 2007. Tất cả các thành viên của Tổ chức Phong trào Hướng đạo Thế giới đã được khuyến khích khởi sự các chương trình của họ trong ngày đó và tiếp tục luôn hết năm 2007. Tại London vào đầu năm 2007, đã có một cuộc diễn hành "Ngày đầu năm" của các Hướng đạo sinh khởi động năm mới.

## Các hoạt động đượcWOSMtổ chức và hỗ trợ

### Trại Họp bạn Hướng đạo Thế giới 2007

Phù hiệu chính thức của Trại Họp bạn Hướng đạo Thế giới lần thứ 21

Trại Họp bạn Hướng đạo Thế giới lần thứ 21 là sự kiện chính trong năm với khoảng 40.000 bạn trẻ từ khắp thế giới tham dự một sự kiện dài 12 ngày tại miền nam Anh Quốc. Sự kiện này bắt đầu vào ngày 27 tháng 7 năm 2007. Hơn 40.000 trại sinh cùng nhau chào mừng Lễ Bình minh Hướng đạo trong cùng một nơi.
Trong khi đây không phải là lần cắm trại Hướng đạo lớn nhất so với Trại Họp bạn Hướng đạo Thế giới lần thứ 3 được tổ chức tại Birkenhead năm 1929 (trại họp bạn này có đến 50.000 trại sinh). Đã có một số lượng rất lớn các quan khách đến viếng thăm trong ngày và nhiều trại họp bạn được tổ chức đồng loạt khắp thế giới làm cho sự kiện này trở thành sự kiện Hướng đạo lớn nhất từ khi phong trào khởi sự cách nay 100 năm về trước.

### Nhập cuộc chào đón một trăm năm
Đây là một gói tài liệu cho tất cả các nhóm tuổi. Nó cung cấp một chương trình chi tiết và linh động cho tất cả Hướng đạo sinh chia sẻ khắp thế giới.

### Bình minh của Hướng đạo

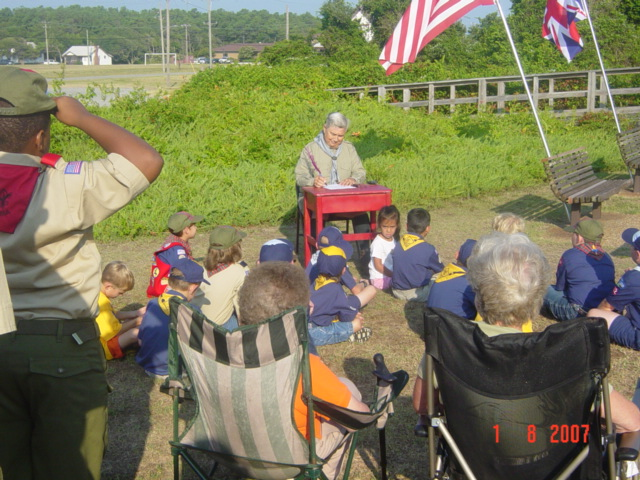
Diễn viên đọc lời cuối cùng của Baden-Powell đến các Hướng đạo sinh vào một buổi Lễ Bình minh

Cuộc cắm trại Hướng đạo đầu tiên được sáng lập viên phong trào Hướng đạo là Robert Baden-Powell khai mạc vào ngày 1 tháng 8 năm 1907. Lúc 8 giờ sáng, ông thổi một hồi tù để tập họp các cậu bé tham dự kỳ trại trên Đảo Brownsea. Đúng 100 năm sau, mọi thành viên của Hướng đạo được khuyến khích tham dự vào một sự kiện để kỷ niệm sự việc này để tái tuyên thệ Lời hứa Hướng đạo của mình vào lúc 8 giờ sáng giờ địa phương; và mọi đoàn Hướng đạo được mong đợi tổ chức thực hiện "một lần làm việc thiện" giúp đỡ cộng đồng của mình. Ngoài ra, lúc 8 giờ sáng giờ mùa hè của Vương quốc Anh, Hướng đạo sinh khắp thế giới đã có thể sử dụng Internet để chào mừng và liên lạc với các Hướng đạo sinh trên Đảo Brownsea như là một phần của Trại Họp bạn Hướng đạo Thế giới. Nhiều nhóm Hướng đạo biến sự kiện này thành một buổi lễ dài cả ngày - đặc biệt là nhiều Hướng đạo sinh đi đến duyên hải để tái tuyên thệ lời hứa của mình.

### Món quà vì Hòa bình
Trong Hội nghị Hướng đạo Thế giới lần thứ 36, đại hội đã quyết định là mỗi tổ chức Hướng đạo quốc gia sẽ trình lên một Món quà vì Hòa bình trong năm 2007. Món quà này được dự đoán là một kiệt tác của giới trẻ Hướng đạo đã làm trong năm trước.

### Các buổi lễ trên Đảo Brownsea
Có vài trại được dự tính tổ chức ở nơi khai sinh nổi tiếng của Hướng đạo. Chúng gồm có một Trại Bình minh (Sunrise Camp), một Trại Bổn sao (Replica Camp), một Trại Đội trưởng (Patrol Leaders Camp) và một Trại Tân Bách niên (New Centenary Camp). Trại Bổn sao sẽ được chia thành hai phần, mỗi phần kéo dài bốn ngày rưỡi trước và sau các buổi lễ kỷ niệm ngày 1 tháng 8. Các hoạt động sẽ bao gồm sự tái diễn các hoạt động của năm 1907 và có một chút pha lẫn thời hiện đại. Phần đầu của Trại Bổn sao sẽ chỉ có nam Hướng đạo mà thôi và phần hai sẽ gồm có một đội nữ Hướng đạo. Hiện diện cùng với các nam Hướng đạo sinh sẽ có 5 cậu bé từ Lữ đoàn nam (giống như trại đầu tiên vào năm 1907 cũng có các cậu bé đến từ Lữ đoàn nam tham dự).

## Các hoạt động của các tổ chức Hướng đạo quốc gia

### Scotland có 12 kỳ trại trong năm 2007

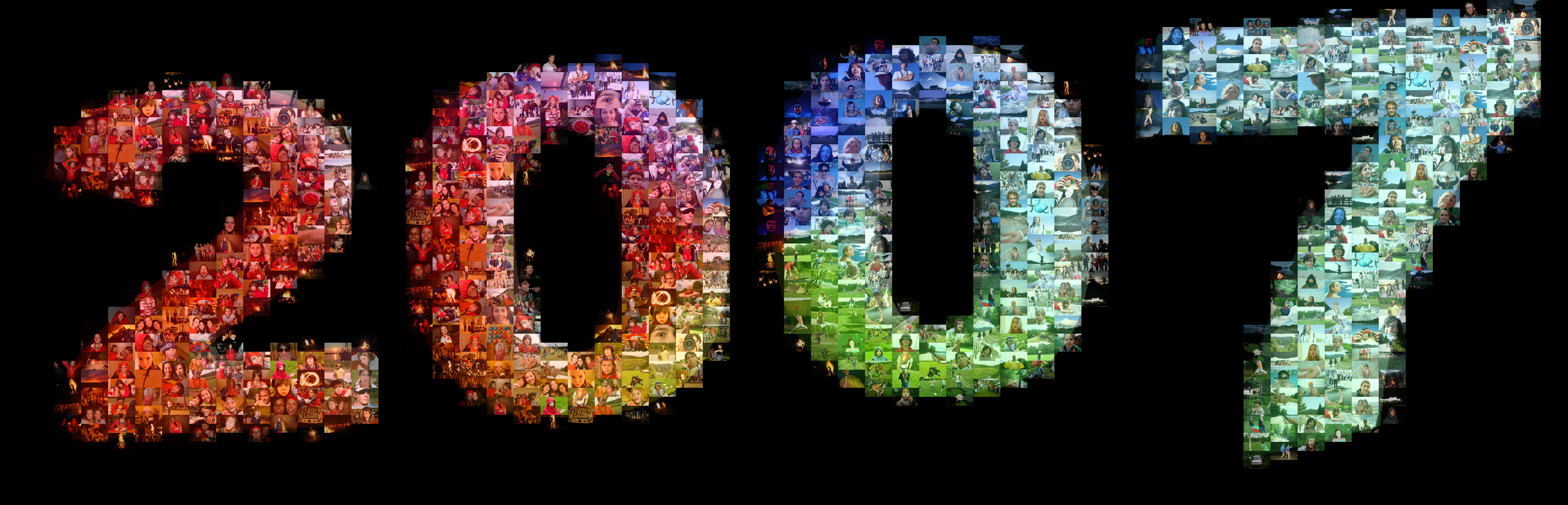
Bảng năm 2007 được ghép từ các hình Hướng đạo

Để đánh dấu một trăm năm Hướng đạo, Hướng đạo Scotland điều hành một loạt 12 cuộc trại rất lớn cho tất cả các thành viên thuộc ngành Tráng tại Vương quốc Anh. Các trại này có phạm vi từ các trại hoạt động đến các trại huấn luyện Huynh trưởng trẻ và được mọi người rất ưa thích.

### Ngọn lửa tinh thần của nam nữ Hướng đạo
Vào ngày 22 tháng 2 năm 2007 nhân dịp kỷ niệm sinh nhật lần thứ 150 của Robert Baden-Powell, một ngọn đuốc đã được thắp sáng tại mộ phần của ông tại Nyeri, Kenya. Hàng ngàn nam nữ Hướng đạo sinh từ khắp nơi trên thế giới đã tham dự một buổi lễ bao gồm một cuộc diễu hành từ ngôi nhà cũ của Baden-Powell cạnh đó.
Ngọn đuốc đã được các nam nữ Hướng đạo mang đi qua các quốc gia Ethiopia, Sudan, Ai Cập, Hy Lạp, Ý, Pháp, Bỉ và cuối cùng là Vương quốc Anh để đến Đảo Brownsea, trong đêm trước Lễ Bình minh của Hướng đạo. Ngọn lửa tinh thần được mang vào Đảo Brownsea qua tay của Hải Hướng đạo. Họ chèo một chiếc xuồng nhỏ băng qua Bến tàu Poole. Sau các buổi lễ Bình minh trong ngày 1 tháng 8, ngọn đuốc tiếp tục hướng về Trại Họp bạn Hướng đạo Thế giới lần thứ 21.

### Thụy Sĩ- Làng Lều tuyết

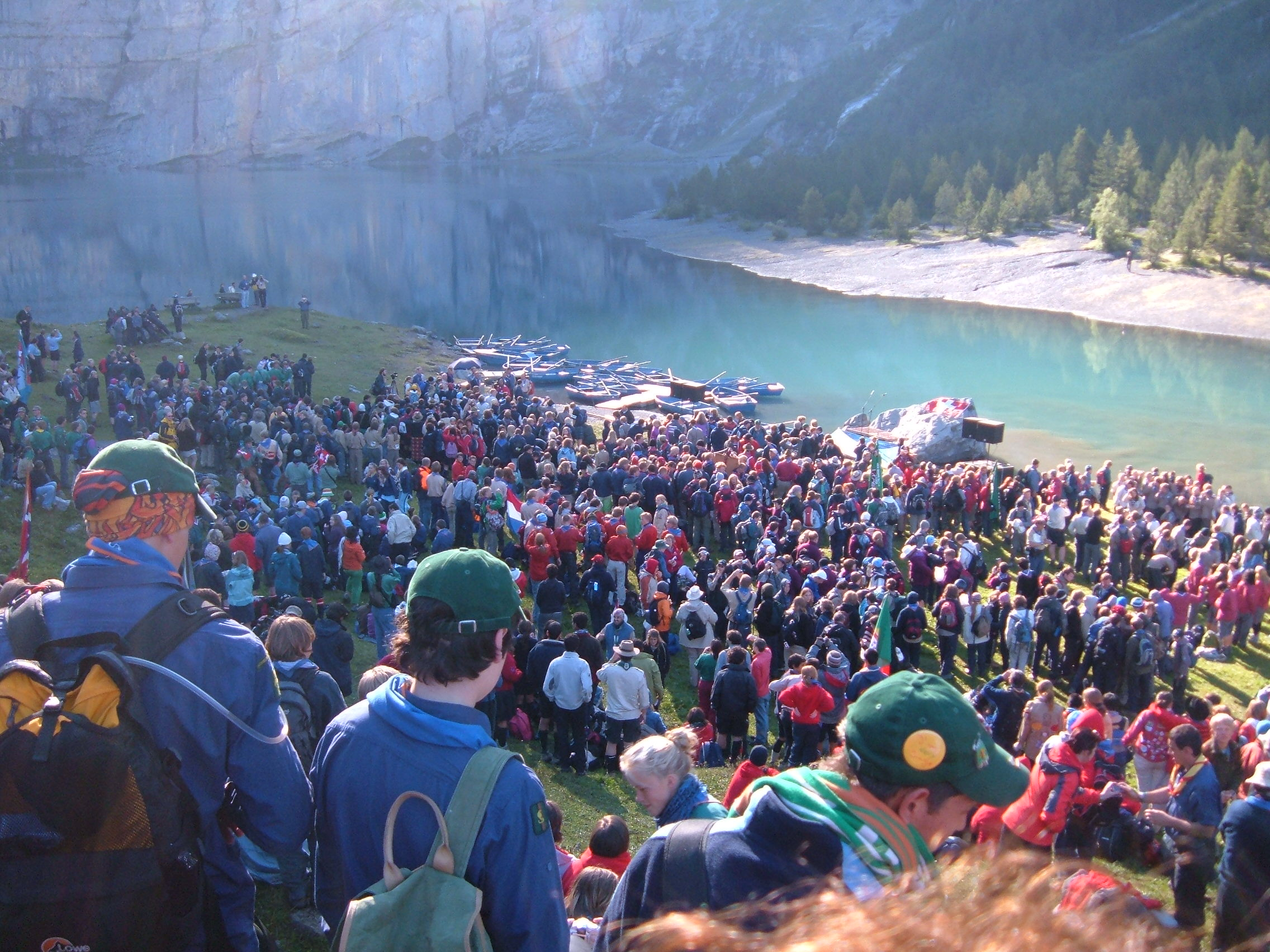
Mặt trời mọc trên hồ Oeschinensee tại Bernese Oberland, Thụy Sĩ

Vào ngày 17 đến ngày 18 tháng 3 năm 2007, Hướng đạo Thụy Sĩ đã lập kế hoạch xây một làng lều tuyết, mỗi một lều tuyết tiêu biểu cho một trong các quốc gia hoặc lãnh thổ thành viên của Tổ chức Phong trào Hướng đạo Thế giới.  Sự kiện đã được tổ chức trên băng hà Plaine Morte gần khu vui chơi Crans-Montana tại Thụy Sĩ. Tổng cộng có 130 lều tuyết được xây dựng, ít hơn là đã dự định, nhưng vẫn hơn kỷ lục thế giới kỳ trước chỉ có 100 lều tuyết. Ngoài ra, mỗi đội đã viết một thông điệp hòa bình cho tổ chức Hướng đạo mà lều tuyết đó đại diện. Các thông điệp này được gởi đi cùng với các hình ảnh về làng lều tuyết chụp vào ban đêm khi tất cả các lều tuyết được thắp sáng bằng đuốc để nằm trong tuyết và có các vần rắp thành chữ "hòa bình." Công chúng được khuyến khích tham dự sự kiện này để thấy cách các lều tuyết này xây như thế nào và cùng tham gia vào xây dựng chúng.

### Bỉ
Vào ngày 29 tháng 4 năm 2007, 95.000 thành viên của 5 hội nam và nữ Hướng đạo đã tụ họp về Brussels.

### Hướng đạo Úc

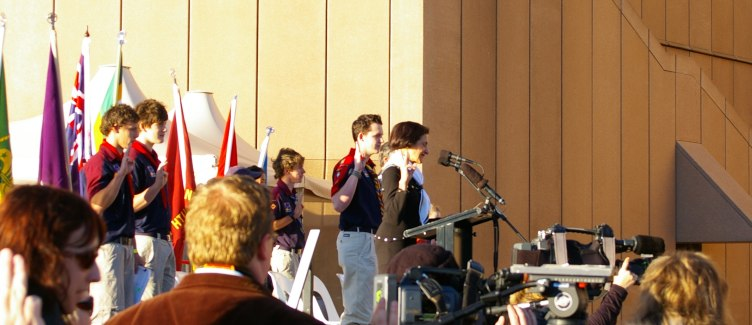
Hướng đạo trưởng của New South Wales và Thống đốc Marie Bashir dẫn đầu các Hướng đạo sinh tập họp để tái tuyên thệ lời hứa lúc lễ Bình minh ở Nhà hát Opera Sydney

Các Hướng đạo sinh và những người ủng hộ tại Úc tụ họp về các nơi hẹn công cộng để chào đón Bình minh của Tân Bách niên Hướng đạo (Dawn of the New Scouting Centenary). Tại Canberra, thủ đô của Úc, Hướng đạo sinh địa phương tham dự cùng với Hướng đạo trưởng của Úc tái tuyên thệ Lời hứa Hướng đạo với một cam kết vì hòa bình thế giới và xã hội tốt đẹp hơn. Các sự kiện khác xảy ra ở Sydney tại Nhà hát và tại Melbourne.

### Trại họp bạn Hướng đạo Canada lần thứ 11
Trại họp bạn Hướng đạo Canada lần thứ 11 được tổ chức từ ngày 25 tháng 7 đến ngày 1 tháng 8 năm 2007 tại Khu dành riêng cho Hướng đạo Tamaracouta phía bắc Montreal. Vào ngày 1 tháng 8 có một buổi lễ bình minh đánh dấu một trăm năm đầu tiên của Hướng đạo.

### Pháp
Một đội nam và nữ Hướng đạo sinh từ các quận của tỉnh Savoie chào đón Bình minh Hướng đạo trên đỉnh Mont Blanc. Eduardo Missoni, Tổng thư ký của Tổ chức Phong trào Hướng đạo Thế giới đã đến xem sự chuẩn bị cuối tuần đầu tiên của đội và trao cho đội một lá cờ để đưa lên đỉnh. Guillaume Légaut, chủ tịch của Hội Hướng đạo Pháp tham gia vào đoàn hành trình này.

## Các hoạt động khác

### Mê cung bằng bắp
Nông gia Anh tên Nick Lees và gia đình của ông đã tạo một mê cung bằng thửa đất trồng bắp (miền Bắc Việt Nam gọi là ngô) rộng 10 mẫu Anh trong hình dạng Baden-Powell và một huy hiệu Hướng đạo. Mê cung mở cho công chúng tham quan đến tháng 9 năm 2007 khi bắp được thu hoạch. Bắp được trông đợi là sẽ đạt đến chiều cao khoảng 4.5 mét. Mê cung nằm ở Bickleigh, Mid Devon gần Tiverton, Devon. 

### Họp bạn tại Kander

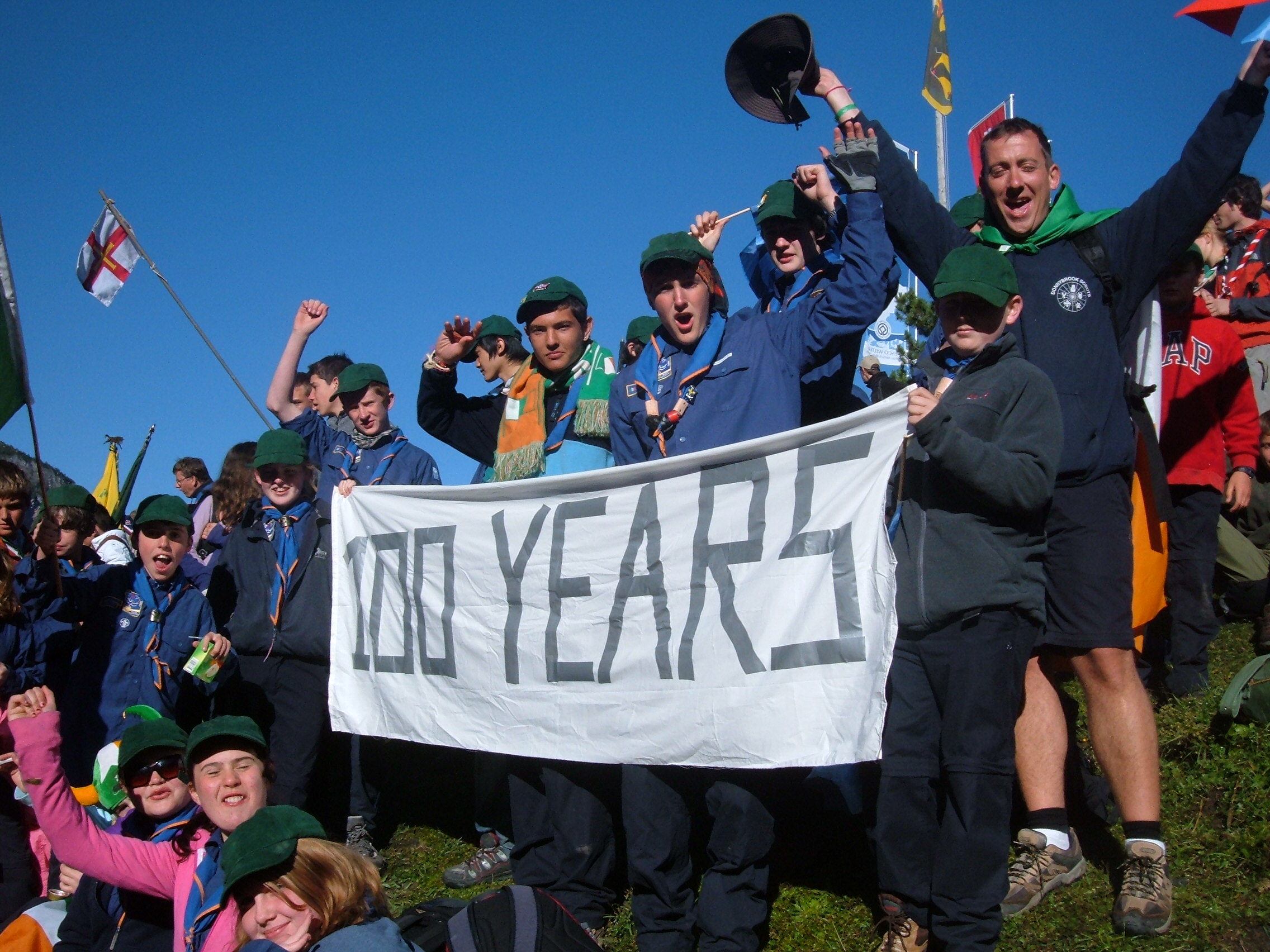
Tại Kandersteg ngày 1 tháng 8 năm 2007

Đông đảo các Hướng đạo sinh từ 40 quốc gia đã tụ họp tại Trung tâm Hướng đạo Quốc tế Kandersteg (trung tâm duy nhất được WOSM điều hành). Nó diễn ra cùng lúc với trại họp bạn thế giới. Khoảng 1.800 khách mời ở lại trung tâm nơi mà vào ngày 1 tháng 8 có nhiều Hướng đạo sinh từ khắp nơi trên thế giới đã chào lễ bình minh Hướng đạo ở Oeschinensee, nhìn ra thị trấn Kandersteg, cao trên dãy núi Alps của Thụy Sĩ.

### Cờ

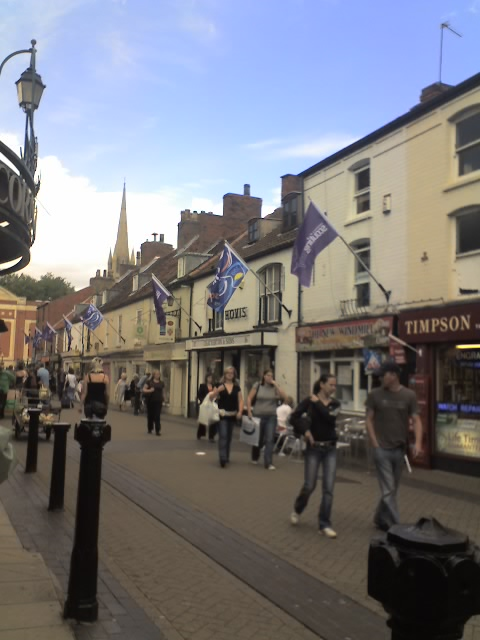
Các cờ trên Đường Sincil, Lincoln, Vương quốc Anh

Tại nhiều thị trấn, cờ tung bay để chào mừng Hướng đạo.